# Meteorus rogerblancoi
Meteorus rogerblancoi är en stekelart som beskrevs av Nina M. Zitani 1998. Meteorus rogerblancoi ingår i släktet Meteorus och familjen bracksteklar. Inga underarter finns listade i Catalogue of Life.